# Jürgen Bäuerle
Jürgen Bäuerle (* 27. April 1954 in Bühlertal) ist ein deutscher Kommunalpolitiker (CDU). Von 2005 bis 2019 war er Landrat des Landkreises Rastatt.

## Ausbildung und Beruf
Nach dem Studium an der Fachhochschule für öffentliche Verwaltung Kehl war er Mitarbeiter der Badischen Gebäudeversicherung Karlsruhe und Prüfungsbeamter beim Rechnungshof Baden-Württemberg.

## Politische Karriere
Von 1992 bis 2005 war er Bürgermeister der Gemeinde Bühlertal. Ab dem 1. Juli 2005 war Bäuerle Landrat des Landkreises Rastatt. Zuvor setzte er sich bei der Landratswahl gegen Dietmar Späth durch. Am 14. Mai 2013 wurde er vom Kreistag mit 60 von 63 abgegebenen Stimmen als Landrat wiedergewählt. Am 30. April 2019 trat Bäuerle vorzeitig in den Ruhestand ein, seine Amtszeit wäre normalerweise bis 2021 gelaufen. Sein Nachfolger ab Mai 2019 wurde Toni Huber.
2024 wurde ihm die Ehrenmedaille des Landkreises Rastatt in Gold verliehen.

## Weitere Ämter
Seit 2014 ist Bäuerle Vorsitzender des Naturparkvereins Schwarzwald Mitte/Nord. Weiterhin ist er Verwaltungsratsvorsitzender des Badischen Gemeinde-Versicherungs-Verbandes und Aufsichtsratsvorsitzender der Badischen Allgemeinen Versicherungs AG.

## Privates
Jürgen Bäuerle ist verheiratet und hat zwei Söhne.